# Sergi II
Sergi II (Roma, ? - 847) va ser un noble romà que va esdevenir Papa de 844 a 847.
Noble de naixement, va ser creat cardenal per Pasqual I i esdevingué arxipreste durant el regnat de Gregori IV. A principis de 844 morí Gregori IV i la noblesa romana escollí com a successor al cardenal Sergi, mentre que el poble aclamava al diaca Joan. Es produïren lluites violentes per tota Roma entre partidaris de Sergi II i de Joan VIII. Amb la derrota dels seguidors de Joan, Sergi II esdevingué Papa mentre que Joan passaria a la història com a l'antipapa Joan VIII. Per tal de calmar els ànims del poble romà, Sergi II commutà la pena de mort de Joan VIII per l'exili forçós.
El nomenament de Sergi II es va fer trencant el pacte entre Lotari I i el Papa Eugeni II, que especificava que cap Papa seria consagrat sense l'autorització de l'Emperador d'Occident. D'aquesta manera, arriba a Roma el rei carolingi Lluís II (fill de l'emperador Lotari) encapçalant un exèrcit nombrós. Davant d'això, Sergi II corona a Lluís rei d'Itàlia i accepta jurar fidelitat davant l'emperador, però només davant ell i no del seu fill.
L'any 846 els sarraïns van desembarcar a Òstia i van saquejar la basílica de Sant Pere, que aleshores es trobava a extramurs de Roma.
Va voler fer de Roma una gran ciutat amb grans monuments, per això va buidar les arques papals i, al final de la seva vida, concedia títols cardenalicis a membres de la noblesa romana (amb la sospita de compra de títols).
Va deixar el seu germà Benet al capdavant del govern romà, en part a causa de la greu gota que patia, cosa que provocà el descontentament del poble.
Va morir el 27 de gener de 847.